# 量子马尔可夫链
量子马尔可夫链為一数学名詞，是经典马尔可夫链的变体，将经典概率替换成量子概率

## 简介
粗略来说，量子马尔可夫链理论类似于量子有限自动机，但是包含一些特殊的特性：比如，初始矩阵是一个密度矩阵，而且规则算子变成了正算子值测量。

## 形式定義
更準確的來說，量子马尔可夫链是一組{\displaystyle (E,\rho )}，其中{\displaystyle \rho }為密度矩阵，{\displaystyle E}為量子通道，可以使
{\displaystyle E:{\mathcal {B}}\otimes {\mathcal {B}}\to {\mathcal {B}}}
為一個全正保迹（completely positive trace-preserving）映射，且{\displaystyle {\mathcal {B}}}為有界子的C*-代数，必須滿足以下的量子马尔可夫條件，也就是
{\displaystyle \operatorname {Tr} \rho (b_{1}\otimes b_{2})=\operatorname {Tr} \rho E(b_{1},b_{2})}
針對所有{\displaystyle b_{1},b_{2}\in {\mathcal {B}}}.